# Mulaney
Mulaney – komediowy amerykański serial telewizyjny wyprodukowany przez 3 Arts Entertainment, Broadway Video oraz Universal Television. Początkowo projekt był przygotowywany dla NBC. Serial był emitowany od 5 października 2014 roku do 15 lutego 2015 roku przez stacja FOX.

 Po emisji kilku odcinków serialu stacja FOX ogłosiła zmniejszenie liczby odcinków 1 sezonu, który  liczył 13 a nie 16 odcinków.

11 maja 2015 roku, stacja FOX ogłosiła anulowanie serialu po jednym sezonie

## Fabuła
Serial opowiada o codziennym życiu komika John Mulaney w Nowym Jorku, który mieszka razem z Motifem i Jane, trenerką osobistą. Zostaje on zatrudniony przez gwiazdę komików Lou Cannona do napisania scenariusza, co diametralnie zmienia jego życie.

## Obsada
- John Mulaney jako John Mulaney
- Nasim Pedrad jako Jane[4]
- Seaton Smith jako Motif
- Zack Pearlman jako Andre
- Elliott Gould jako Oscar[5]
- Martin Short jako Lou Cannon[5]

## Odcinki
| Sezon | Sezon | Odcinki | Oryginalna emisja   | Oryginalna emisja | Oryginalna emisja | Oryginalna emisja | Oryginalna emisja |
| Sezon | Sezon | Odcinki | Premiera sezonu     | Finał sezonu      | Premiera sezonu   | Finał sezonu      |                   |
| ----- | ----- | ------- | ------------------- | ----------------- | ----------------- | ----------------- | ----------------- |
|       | 1     | 13      | 5 października 2014 | 15 lutego 2015    | brak danych       | brak danych       |                   |

### Sezon 1 (2014-2015)
| Nr | #  | Tytuł                                                     | Reżyseria     | Scenariusz               | Premiera FOX         | Premiera |
| -- | -- | --------------------------------------------------------- | ------------- | ------------------------ | -------------------- | -------- |
| 1  | 1  | Pilot                                                     | Andy Ackerman | John Mulaney             | 5 października 2014  |          |
| 2  | 2  | The Doula                                                 | Andy Ackerman | John Mulaney             | 12 października 2014 |          |
| 3  | 3  | Halloween                                                 | Andy Ackerman | Dan Mintz                | 19 października 2014 |          |
| 4  | 4  | Sweet Jane                                                | Andy Ackerman | John Mulaney             | 2 listopada 2014     |          |
| 5  | 5  | In the Name of the Mother, and the Son and the Holy Andre | Andy Ackerman | Karey Dornetto           | 9 listopada 2014     |          |
| 6  | 6  | Patriot Acts                                              | Andy Ackerman | Justin Spitzer           | 23 listopada 2014    |          |
| 7  | 7  | Motif & The City                                          | Andy Ackerman | Rachel Axler             | 30 listopada 2014    |          |
| 8  | 8  | It's A Wonderful Home Alone                               | Andy Ackerman | Dan Levy                 | 21 grudnia 2014      |          |
| 9  | 9  | Worlds Collide                                            | Andy Ackerman | Karey Dornetto           | 11 stycznia 2015     |          |
| 10 | 10 | French Roast                                              | Andy Ackerman | Dan Levy                 | 18 stycznia 2015     |          |
| 11 | 11 | Power Moves                                               | Andy Ackerman | Dan Mintz, Marika Sawyer | 25 stycznia 2015     |          |
| 12 | 12 | Ruby                                                      | Andy Ackerman | Markia Sawyer            | 8 lutego 2015        |          |
| 13 | 13 | Life is a Series of Different Apartments                  | Andy Ackerman | John Mulaney             | 15 lutego 2015       |          |

## Produkcja
7 maja 2014 roku, FOX zamówiła serial na sezon telewizyjny 2014/15.